# Comuna Corbu, Olt
Corbu este o comună în județul Olt, Muntenia, România, formată din satele Burdulești, Buzești, Ciurești, Corbu (reședința) și Milcoveni.

## Stemă
Descrierea stemei:

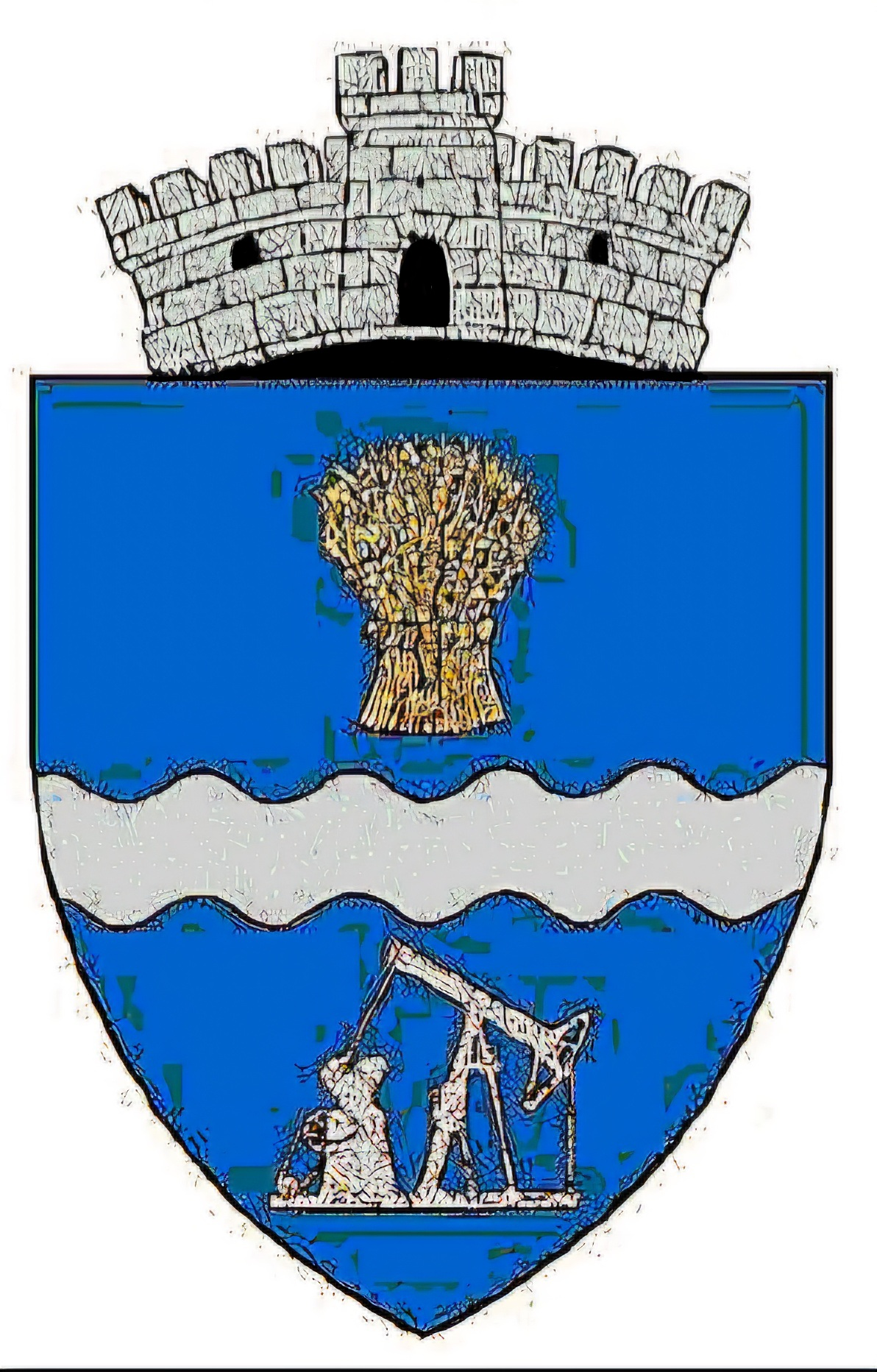
Stema Comunei Corbu

Potrivit anexei nr. 1.1, stema comunei Corbu se compune dintr-un scut triunghiular albastru cu marginile rotunjite, tăiat de un brâu undat de argint. În partea superioară se află un snop de spice de grâu, legat cu o panglică, totul de aur. În vârful scutului se află o sondă de extracție a petrolului, de argint. Scutul este timbrat de o coroană murală de argint cu un turn crenelat.
Semnificațiile elementelor însumate:
Snopul de spice de grâu și sonda simbolizează ocupațiile tradiționale ale locuitorilor, precum și bogăția solului și subsolului.
Brâul undat reprezintă râul Vedea, care străbate localitatea.
Coroana murală cu un turn crenelat semnifică faptul că localitatea are rangul de comună.

## Demografie
Componența etnică a comunei Corbu
     Români (80,93%)
     Romi (12,65%)
     Alte etnii (0%)
     Necunoscută (6,42%)
Componența confesională a comunei Corbu
     Ortodocși (93,15%)
     Alte religii (0,14%)
     Necunoscută (6,7%)
Conform recensământului efectuat în 2021, populația comunei Corbu se ridică la 2.118 locuitori, în scădere față de recensământul anterior din 2011, când fuseseră înregistrați 2.458 de locuitori. Majoritatea locuitorilor sunt români (80,93%), cu o minoritate de romi (12,65%), iar pentru 6,42% nu se cunoaște apartenența etnică. Din punct de vedere confesional, majoritatea locuitorilor sunt ortodocși (93,15%), iar pentru 6,7% nu se cunoaște apartenența confesională.

## Politică și administrație
Comuna Corbu este administrată de un primar și un consiliu local compus din 11 consilieri. Primarul, Gabriel-Eugen Ilinca[*], de la Partidul Național Liberal, este în funcție din 1 noiembrie 2024. Începând cu alegerile locale din 2024, consiliul local are următoarea componență pe partide politice:
|  | Partid                          | Consilieri | Componența Consiliului | Componența Consiliului | Componența Consiliului | Componența Consiliului | Componența Consiliului |
|  | ------------------------------- | ---------- | ---------------------- | ---------------------- | ---------------------- | ---------------------- | ---------------------- |
|  | Partidul Social Democrat        | 5          |                        |                        |                        |                        |                        |
|  | Partidul Național Liberal       | 5          |                        |                        |                        |                        |                        |
|  | Alianța pentru Unirea Românilor | 1          |                        |                        |                        |                        |                        |